# 死の臓器
『死の臓器』（しのぞうき）は、麻野涼の小説。2013年2月15日に文芸社文庫から文庫書き下ろしで刊行された。
2015年にはWOWOWでテレビドラマ化された。

## あらすじ
プロローグ
テレビ番組制作会社の沼崎は、青木ヶ原樹海で自殺者の映像を撮ろうとして、偶然、ダウンコートとハイヒール姿の若い女性の遺体を発見する。司法解剖の結果、死因は凍死、大量のハルシオンを服用しており、左腎臓が抽出された手術痕がある。遺留品はなく、番組で情報提供を呼び掛けても全く反応はない。
臓器売買
熊本県の慈愛会病院長の太田は、金になる透析病院経営と政界進出の野心をもっている。太田は患者の柳沢裕子が大平剛に腎臓を提供し、約束の謝礼の一部を受け取っていないことを知り、移植手術を行った聖徳会日野病院と日野医師を陥れようとする。これまで600件以上の移植手術を執刀し、患者から信頼されている日野医師は、任意の事情聴取を受ける。移植手術時に大平と柳沢の関係は兄と妹とされたが、血縁関係はなく、翌日の新聞には「臓器売買」の見出しが躍る。
厚労省から派遣された奥村局長は、聖徳会病院における移植手術の形式上の問題をあげつらい、患者のカルテを調べ、病院や患者の許可もなく同行記者団に情報を垂れ流す。がん患者から摘出したレストア・キッドニ（修復腎）を使用した腎移植に対して、上原議員は「治療という名の人体実験」との見解を出す。日本移植学会の井上理事は、根拠なしにレストア・キッドニの生着率も生存率も悪いと主張する。
奥村は、倫理委員会が設置されていないこと、移植腎臓の医学的妥当性、インフォームドコンセントが無いことなどの問題点を公表し、調査員会を設置する。合同調査委員会のメンバーには腎臓に関する6つの学会から1人ずつ参加する。新聞報道があっても、日野医師に対する患者たちの信頼は揺るがない。高倉治子の透析は限界にきており、娘の裕美は母親に自分の腎臓をあげたいと日野医師に迫る。
樹海の証言者
沼崎は青木ヶ原事件を通し、富士吉田署の白井刑事と懇意となる。厚労省には青木ヶ原の遺体に該当する腎臓抽出記録はないことを手掛かりに、沼崎は不確かな推測から、青木ヶ原事件と聖徳会病院のカルテ紛失を結びつける記事を流す。かって沼崎が付き合っていた由香里は、日野医師の娘だと明かし、沼崎の記事が根拠のない憶測だと非難する。由香里は紛失したカルテのコピーを見せ、上原議員と大田医師について調べるよう依頼する。
聖徳会日野病院に対する合同調査委員会にメンバーを出した6学会のうち4学会はレストア・キッドニ移植に医学的妥当性がないと発表するが、2つの学会は合同調査委員会の拙速を批判するようになる。マスコミも欧米の腎移植の実態を報道するようになる。日野医師には米国の腎臓移植学会で発表するオファーがくるが、厚労省と移植学会の井上から圧力がかかる。一方、日野医師により移植手術を受けた患者やその家族、移植を待つ透析患者たちは、「レストア・キッドニ移植への理解を求める会」を立ち上げる。日本病理学会の津久見はレストア・キッドニ移植の成績は死体腎移植とそん色はないと報告する。
移植王国
沼崎は上原の娘・並川良子を取材し、2年前に上海で陳安博院長の執刀で死体腎移植手術を受けたことを知る。沼崎は偽名を使い、妻が腎移植を希望していると説明し、陳院長から移植コーディネーターの船橋甫の連絡先を教えてもらう。沼崎は船橋と接触し、費用は多くても1500万円程度、生体腎移植であること、検査データは慈愛会病院でも可能なこと、検査データ入手後3ヶ月で移植が可能なことを聞き出す。船橋は沼崎を「赤坂」に誘う。沼崎はホステスの王小芳から日本で消息不明となっている姉の王小紅を探して欲しいと依頼される。
小芳が取り出した姉の写真は青木ヶ原の遺体とよく似ている。沼崎は小芳とともに小芳の実家を訪ね、他の写真を見せてもらい確信する。小紅は日本に出稼ぎに行き、戻った時、3万ドルを母親に渡すが、体の不調を訴え、再度、日本に行ったという。母親は小紅の手術痕を確認しており、慈愛会病院の健康診断書のコピーも見つかる。沼崎は今後の連絡のため、小芳に携帯電話を買い与える。
新病院建設
由香里は休暇を利用して熊本に帰り、日野から預かっているカルテについて、父親が娘に腎臓を提供したことを確認する。翌日、由香里はかんぽの宿に泊まり、慈愛会病院がその宿を買収しようとしていることを知る。「レストア・キッドニ移植への理解を求める会」は移植継続を求め、集団訴訟を準備する。
船橋は小芳の行動を監視しており、虹橋空港で搭乗手続きに並んでいる沼崎に小芳の携帯電話から戻れと指示する。沼崎は前に並んでいる日本人老夫婦にコピーしたメモリーカードを託し、イフプロに届けてくれるよう依頼する。「赤坂」に到着すると、4人の男たちは沼崎の所持品を丹念に確認し、関連電子機器とメモリーカードを持ち去る。沼崎は成田空港でメモリーカードがイフプロに届いていることを確認し、報道は少し待ってくれと依頼する。沼崎は富士吉田署に直行し、小芳の安全が確認できた時点で報道する話し合いがまとまる。沼崎が持ち帰った手鏡の指紋と、青木ヶ原樹海の遺体の指紋の一つが完全に一致する。
沼崎は上原議員に取材を申し込み、臓器売買やレストア・キッドニ移植に対する考え方を糺す。沼崎は並川良子の腎移植に関連し、船橋の名前を出し、さらに、日野医師に良子の移植手術を依頼したことに言及すると、追い出される。太田も並川も取材を拒否する。船橋がかって勤務していた共健製薬の鍋島専務は、船橋が上海で移植コーディネーターをしていると聞き、オフレコとして船橋が諭旨解雇になった理由を話す。船橋は、患者の生存年数ごとに、人工透析を続けた場合と腎臓移植をした場合の医療費を算出し、腎臓移植をすれば病院にとって不経済になると説明しいていたという。
強制送還
上海警察は国内問題になるのを危惧して、船橋を日本に強制送還する。沼崎は強制送還された船橋を撮影し、次の日曜日に予定されている報道スクープの告知を兼ねて、その日のニュースに流す手筈を整える。白井は東京地検特捜部が上原議員、奥村局長、大田院長と共健製薬が関係する贈収賄事件の捜査が進行していることを伝える。船橋の身柄は山梨県警が預かることになる。その日のニュースで船橋の映像を見た裕美は、ダウンコートを買った男が船橋であると言い出す。樹海の遺体のコートには5本の髪の毛が残されており、1本は高倉治子のものと確認される。
上原議員はレストア・キッドニ移植を保険適用外とし、強行すれば保険医指定から外すと公言する。一方、弁護団は訴状提出までの準備を整える。そんなとき、高倉治子に適合する腎臓摘出の情報が入り、日野医師は治子の意思を確認し、即座に同意書を作成する。日野医師は手術の後にマスコミに発表すること、すべての責任は自分が取ることと明言する。富士吉田署では白井に追い詰められ、船橋は王小紅の腎移植に関する金の流れ、腎臓摘出後に体調が回復しない小紅が日本での治療費をレシピエントに請求したことなどを話し出す。
エピローグ　足元の真実
沼崎はテレビ局のプロジューサーに呼ばれ、番組に出演するよう求められる。沼崎は冒頭で聖徳会病院のスタッフと日野医師に対する謝罪を口にしてから、事件の経緯を説明する。その中で上原議員の不可解な対応、船橋と大田院長の関係についても言及し、腎移植希望患者に対して圧倒的にドナーが少ない現状について、さらに透析ビジネスの利権についても説明する。
船橋は小紅の件に関しては否認を続ける。沼崎は青木ヶ原樹海の現場を再訪し、良子の家で見た写真の風景を思い出し、並川宅を訪れ、良子とお手伝いさんが山梨県警に自首することを聞かされる。高倉治子の腎移植手術は成功し、一人で歩けるようになる。東京地検特捜部は慈愛会が建設予定中の透析病院に関する贈収賄容疑で、上原議員、慈愛会と大田院長、厚労省と奥村局長、共健製薬の松嶋常務の関係先を捜索する。沼崎は自分の記事で自殺した女性の墓参りに来て由香里と出会い、田所が懲戒解雇されたことを聞く。

## 登場人物
沼崎恭太
元文化メディア社の編集者で現在はテレビ番組制作会社のディレクター。週刊誌時代に田所編集長の命令で編集した記事により事件の被害者が自殺し、その責任をとる形で退社する。
日野誠一郎
熊本県にある聖徳会日野病院の泌尿器科医師。これまで600件以上の移植手術を執刀しており、地元の患者から絶大な信頼を寄せられている。
日野由香里
誠一郎の娘で文化メディア社の週刊誌の編集者。沼崎とは学生時代からの知り合いで、同じ職場で働いていたときは付き合っていた。
高倉治子
聖徳会日野病院の腎臓病患者。人工透析を受けているが、合併症のため余命は1年とされている。女手一つで育て上げた娘の結婚式を見たいと切望している。
高倉裕美
治子の娘で看護学生。人工透析が限界の母親に腎臓を提供したいと日野医師に訴える。
大田勇
熊本県にある慈愛会病院の院長。婿養子として大田家に入り、赤字経営の病院を立て直すが、妻の真弓とは家庭内別居状態。政界進出の野心をもっている。
上原宗助
熊本県選出の国会議員。厚労族として黒いうわさが絶えない。娘の腎移植を日野医師に懇願するが断られる。
並川良子
上原の娘。慢性腎臓病を患っており、上海で腎移植手術を受ける。
奥村聡
厚生労働省健康局長。上原の指示で聖徳会日野病院の移植手術における形式上の不備をあげつらい、患者情報を記者たちに垂れ流す。
船橋甫
元製薬会社社員。人倫にもとる経済性を病院に説明し、諭旨解雇となる。上海で日本人患者のため生体腎移植のドナーを手配している。
陳安博
上海大学付属大山病院の院長。並川良子の腎臓移植を執刀する。船橋とは明昭医大時代からの知り合い。
白井 守
山梨県富士吉田署の刑事。
津久見
医師、聖徳会日野病院に対する合同調査委員会のメンバー。
王小紅
並川良子の腎移植のドナー。日本に出稼ぎに行き、戻った時、3万ドルを母親に渡す。体の不調を訴え、再度、日本に行くが消息不明となる。
王小芳
小紅の妹で大学生。沼崎に小紅を探して欲しいと依頼する。

## テレビドラマ
2015年7月12日から8月9日までWOWOWの連続ドラマW「日曜オリジナルドラマ」で放送された。全5話。主演は小泉孝太郎。臓器移植をテーマに臓器売買の闇や移植医療の倫理をリアルに描く社会派ドラマであり、主人公をテレビディレクターにすることでメディアのモラルも問う作品となっている。
臓器売買の謎に迫る物語の重要なシーンは2015年7月上旬に台湾ロケが敢行され、35度を超える猛暑の中、台湾一の繁華街である西門町や五ツ星ホテルである富信大飯店、林森北路などで撮影された。その他、日本では富士の樹海でもロケが行われたが、遺体役の女性を撮影した際にはカメラが2回止まるハプニングがあったという。
視聴者からは「リアルすぎて怖い」という声があがったり、「移植マニア」と呼ばれる医師を演じる武田鉄矢の怪奇ぶりが話題となった。

### キャスト

#### テレビ制作会社「イフプロ」関係者
沼崎 恭太
演 - 小泉孝太郎
ディレクター。
雨宮 由香里
演 - 小西真奈美
ディレクター。沼崎とは元恋人関係だった。
野呂 三樹雄
演 - 大高洋夫
制作会社社長。

#### 療生会日野病院関係者
日野 誠一郎
演 - 武田鉄矢
当院の院長。
高倉 直子
演 - 長野里美
当院の患者。人工透析を受けている。
高倉 裕美
演 - 小島藤子

#### その他
大田 勇
演 - 小木茂光
救愛記念病院の院長。
上原 宗助
演 - 柴俊夫
衆議院議員。
並川 良子
演 - 新妻聖子
上原の娘であり、議員秘書。
加藤
演 ‐ 梅沢昌代
看護師長。
白井 守
演 - 豊原功輔
山梨県富士鳴沢署の刑事。
船橋 甫
演 - 川野直輝
元製薬会社社員。
奥村 貢
演 ‐ 渡辺憲吉
厚生労働省の職員。
阪本 寿史
演 ‐ 井上康
陳 安博
演 ‐ 津村和幸
津久見
演 ‐ 山田明郷
調査委員会のメンバー（医師）。

### スタッフ
- 原作 - 麻野涼
- 脚本 - 高山直也、鈴木智
- 監督 - 佐藤祐市、植田泰史
- 音楽 - 末廣健一郎